# James Hydrick
James Allen Hydrick (New Ellenton, 28 febbraio 1959) è un personaggio televisivo, sensitivo e truffatore statunitense. Negli anni ottanta divenne famoso per le sue presunte capacità psicocinetiche, la più famosa delle quali consisteva nel far muovere una matita posizionata sul bordo di un tavolo. Dopo averli mostrati durante il programma That's Incredible!, Hydrick non fu in grado di ripeterli in un altro show, That's My Line, e in seguito confessò di non aver alcun potere.

## Biografia
Hydrick nacque a New Ellenton, nella Carolina del Sud, da un padre di 30 anni e una madre di 15. In un'intervista affermò di aver imparato il karate a 6 anni per proteggersi dal padre dopo averlo visto picchiare uno dei suoi fratelli fino ad ucciderlo. Lui e i suoi fratelli, in seguito, andarono a vivere con famiglie adottive e in orfanotrofi. Nel 1977 fu condannato per rapimento e tortura ed evase di prigione in tre occasioni, mentre negli anni ottanta fu arrestato più volte per rapine ed aggressioni.
Divenne famoso nella televisione statunitense grazie al karate e per i suoi giochi di prestigio, arrivando ad affermare di essere in grado di usare la psicocinesi per girare le pagine di un libro o per far ruotare una matita posta sul bordo di una scrivania. Istituì anche corsi di arti marziali e di psicocinesi per bambini. La più famosa dimostrazione delle sue abilità fu eseguita in un episodio della serie That's Incredible!, andato in onda nel dicembre del 1980 (James Randi assegnò al programma un Pigasus Award "per aver dichiarato genuino un semplice trucco di magia"). James Randi replicò il trucco della matita in una puntata di That's My Line e in un episodio successivo partecipò anche Hydrick. In quell'occasione Randi gli promise 10 000 dollari se avesse fatto voltare una pagina di un elenco telefonico circondato di pezzi di polistirolo che si sarebbero spostati nel caso in cui l'effetto fosse stato ottenuto semplicemente soffiando. Hydrick non fece muovere le pagine e si giustificò dicendo che il polistirolo e le luci creavano elettricità statica e che quindi le pagine venivano schiacciate. Tale giustificazione fu tuttavia smentita dai giudici di gara e dallo stesso Randi, che decise comunque di concedendogli ulteriore tempo per riprovare l'esercizio, che terminò con un fallimento.
Nel 1981 confessò definitivamente a Dan Korem, giornalista investigativo e mago professionista, di non aver nessun potere e di aver inventato quei trucchi in prigione: "L'intera mia idea alla base di ciò, in primo luogo, era quella di vedere come l'America fosse stupida. Come il mondo sia stupido". La polizia lo arrestò anni dopo, dopo averlo visto discutere di poteri psichici nel The Sally Jessy Raphael Show. Nel 1989 fu condannato a 17 anni di carcere per aver molestato cinque bambini a Huntington Beach. Dopo aver scontato la sua pena, fu inviato all'Atascadero State Hospital come previsto dalla legge sui predatori sessuali violenti della California e attualmente risiede al Coalinga State Hospital.